# Kareem Canty
Kareem Nunu Canty (Harlem, Nueva York, 14 de abril de 1993) es un exbaloncestista estadounidense. Con 1,85 metros de estatura, jugaba en la posición de base.

## Trayectoria deportiva

### Universidad
Jugó una temporada con los Thundering Herd de la Universidad Marshall, en la que promedió 16,3 puntos, 5,5 asistencias y 2,2 rebotes por partido, Al término de la temporada, fue transferido a los Tigers de la Universidad de Auburn, donde, tras pasar el año en blanco que impone la NCAA, jugó una temporada en la que promedió 18,3 puntos, 5,3 asistencias y 3,0 rebotes por encuentro, pero en el mes de febrero fue apartado del equipo por conducta en detrimento del mismo.

### Profesional
Tras no ser elegido en el draft de la NBA de 2016, firmó su primer contrato profesional con los London Lightning de la NBL Canadá, pero solo disputó un partido, en el que anotó 8 puntos y repartió 3 asistencias, firmando poco después por los Halifax Hurricanes. Allí disputó quince partidos como suplente, promediando 5,0 puntos y 1,9 asistencias.
En marzo de 2017 fichó por el equipo venezolano del Panteras de Miranda, donde, jugando como titular, acabó la temporada promediando 13,9 puntos y 4,1 asistencias por encuentro. Al año siguiente pasó brevemente por el equipo uruguayo del Asociación Hebraica y Macabi, con los que jugó tres, partidos, promediando 8,3 puntos y 3,3 asistencias, Regresó a la liga canadiense, fichando por los Island Storm, con los que acabó la temporada promediando 14,6 puntos y 5,7 asistencias por encuentro.
En 2019 fichó por el Norrköping Dolphins sueco, pero fue despedido tras jugar tres partidos.